# Planum Angustum
Il Planum Angustum è una struttura geologica della superficie di Marte.